# Nino Celec
Nino Celec (* 24. April 1997) ist ein slowenischer Leichtathlet, der sich auf den Weitsprung spezialisiert hat.

## Sportliche Laufbahn
Erste internationale Erfahrungen sammelte Nino Celec im Jahr 2017, als er bei den Balkan-Hallenmeisterschaften in Belgrad mit einer Weite von 7,24 m den neunten Platz belegte. Im Juli schied er dann bei den U23-Europameisterschaften in Bydgoszcz mit 7,35 m in der Qualifikationsrunde aus. Im Jahr darauf gelangte er bei den Balkan-Meisterschaften in Stara Sagora mit 7,01 m auf Rang 13 und 2017 belegte er bei den U23-Mittelmeer-Hallenmeisterschaften in Miramas mit 7,03 m den siebten Platz. 2021 wurde er bei den Balkan-Meisterschaften in Smederevo mit 7,13 m Zwölfter und im Jahr darauf gelangte er bei den Balkan-Hallenmeisterschaften in Istanbul mit 7,08 m auf Rang elf. Im Juni belegte er dann bei den Freiluftmeisterschaften in Craiova mit 7,51 m den achten Platz. 2023 brachte er bei den World University Games in Chengdu in der Vorrunde keinen gültigen Versuch zustande.
In den Jahren 2016, 2021 und 2022 wurde Celec slowenischer Meister im Weitsprung im Freien sowie von 2016 bis 2019 sowie 2022 und 2023 auch in der Halle.

## Persönliche Bestleistungen
- Weitsprung: 7,62 m (−0,9 m/s), 24. Juli 2022 in Tatabánya
  - Weitsprung (Halle): 7,57 m, 19. Februar 2022 in Novo Mesto